# Unione dei comuni del Frignano

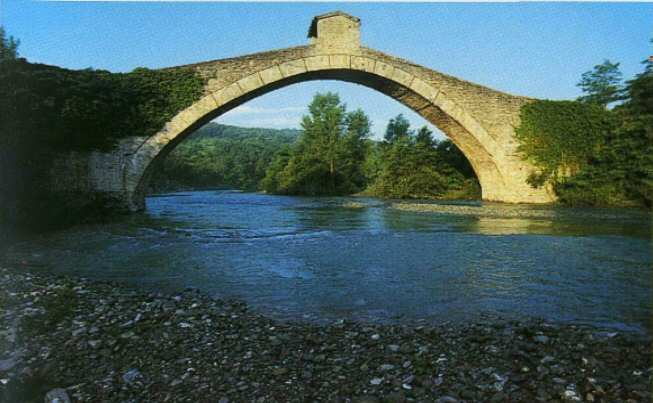
Il ponte di Olina

L'Unione dei comuni del Frignano è composta da dieci comuni situati nel territorio del Frignano, in provincia di Modena: Pavullo nel Frignano (sede amministrativa), Fanano, Fiumalbo, Lama Mocogno, Montecreto, Pievepelago, Polinago, Riolunato, Serramazzoni e Sestola. L'unione è subentrata dal 1º gennaio 2014 alla precedente comunità montana istituita con Decreto del Presidente della Giunta della Regione Emilia Romagna n. 49 del 27 febbraio 2009.
Da dicembre 2016 il presidente dell'Unione dei Comuni del Frignano è Leandro Bonucchi, sindaco di Montecreto. La superficie totale dell'unione è di 689,53 km², gli abitanti complessivi sono 41 477.